# Hrabstwa Irlandii Północnej

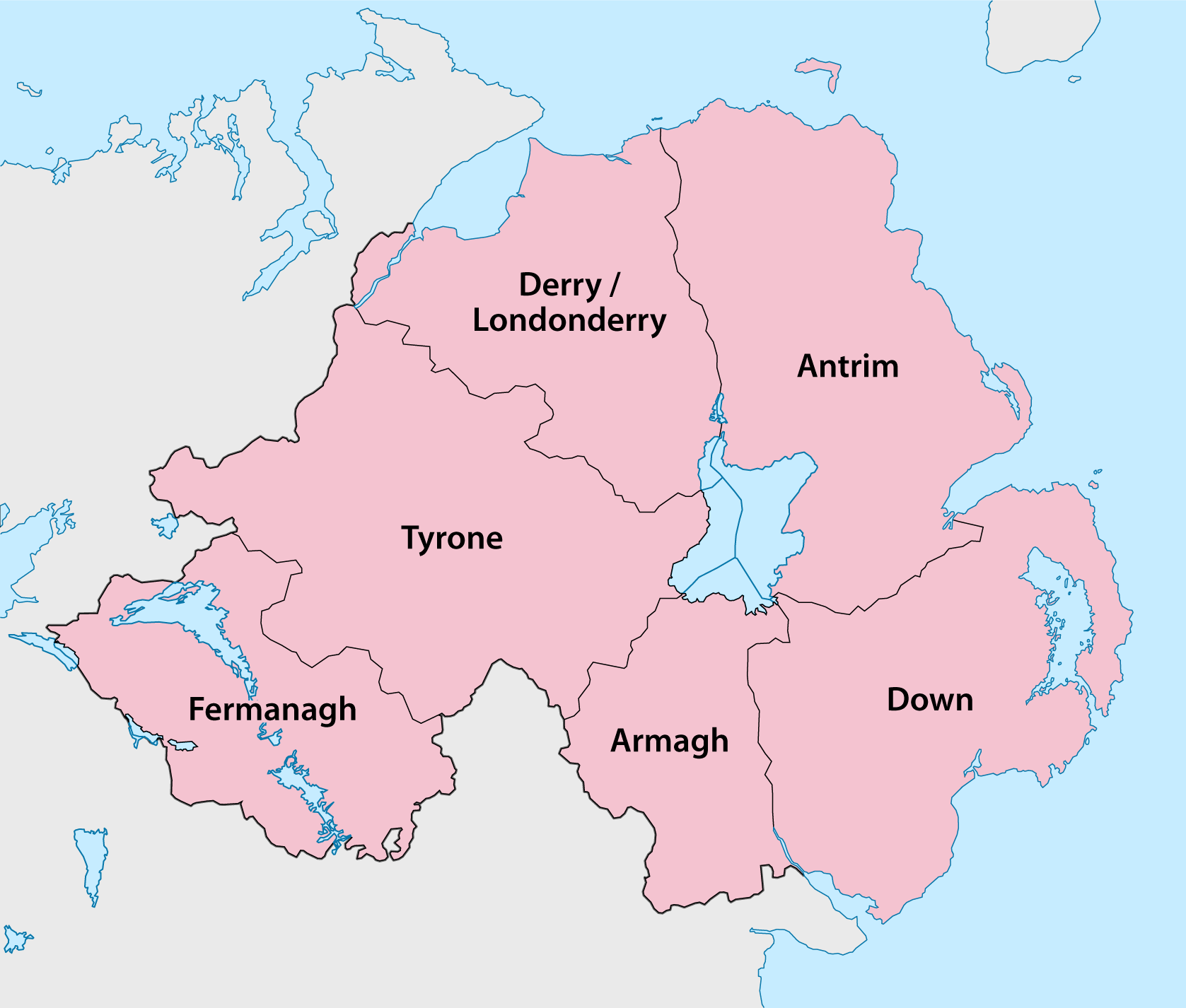
Hrabstwa Irlandii Północnej.

Hrabstwa Irlandii Północnej – hrabstwa Irlandii Północnej od momentu jej powstania w 1921 r. do 1973 r., gdy ich funkcje rządowe zostały zniesione i zastąpione 26 dystryktami (od 1 kwietnia 2015 – 11 dystryktami).
Aktualny podział na hrabstwa nie ma funkcji administracyjnych, a jedynie kulturowe:
| Lp. | Hrabstwo    | Powierzchnia (km²) | Stolica     | Ludność (2011 r.) | Utworzenie |
| --- | ----------- | ------------------ | ----------- | ----------------- | ---------- |
| 1.  | Fermanagh   | 1851               | Enniskillen | 61 170            | 1588 r.    |
| 2.  | Tyrone      | 3270               | Omagh       | 177 986           | 1591 r.    |
| 3.  | Londonderry | 2118               | Londonderry | 247 132           | 1613 r.    |
| 4.  | Antrim      | 3086               | Ballymena   | 618 108           | 1570 r.    |
| 5.  | Down        | 2489               | Downpatrick | 531 665           | 1570 r.    |
| 6.  | Armagh      | 1327               | Armagh      | 174 792           | 1571 r.    |